# 수서역
수서역(水西驛, Suseo station)은 대한민국 서울특별시 강남구 수서동에 있는 수도권 전철 3호선과 수도권 전철 수인·분당선의 전철역이자 환승역이고, 수서평택고속선의 철도역이자 종착역이다. 수도권 전철 3호선은 심야에 1편성이 주박한다.

## 역사
- 1993년 10월 30일 : 서울 지하철 3호선 양재역~수서역 구간 개통과 함께 종착역으로 영업 개시
- 1994년 9월 1일 : 분당선 오리역~수서역 구간 개통과 함께 종착역으로 환승역이 됨 (이때까지만 해도 두 노선의 종착역이 이 역  이었음)
- 2003년 9월 3일 : 분당선 수서역~선릉역 구간 개통과 함께 중간역이 됨,동시에 수서행 폐지 1차
- 2010년 2월 18일 : 수도권 전철 3호선 수서역~오금역 구간 개통과 함께 중간종착역이 됨
- 2016년 12월 9일 : SRT 수서역~부산역/목포역 구간 개통과 함께 종착역으로 3개 노선의 환승역이 됨
- 2024년 3월 30일: 수도권 광역급행철도 A노선 수서 ~ 동탄 구간 개통과 함께  종착역으로 4개 노선의 환승역이 됨
- 2026년 6월 : 수도권 광역급행철도 A노선 서울역~수서역 구간 (삼성역 제외) 연장 개통과 함께 중간역이 될 예정

## 개요
2012년 4월 체제 개편과 함께 분당선은 한국철도공사 수도권동부본부 관리역이 되었으며, 2016년 12월 9일 SRT 수서역~부산역 구간 개통과 함께 이 역을 출발해 부산역, 목포역 방면으로 SRT가 운행된다. SRT의 경우 동탄역 방면으로 6선의 수서주박기지가 있으며, SRT의 주박을 담당하고 있다. 한편 수도권 광역급행철도 A노선 공사가 진행중으로 2024년 상반기에 개통될 예정이다. 수도권 광역급행철도 A노선에서 SRT로 합류할 예정이다. 향후 수도권 전철 수인·분당선 역은 급행열차 운행 일환으로 승강장에 대피선 설치 계획이 있다. 수도권 전철 3호선은 광평교 탄천 하저터널로 가락시장역과 연결되고, 수도권 전철 수인·분당선은 탄천 하저터널로 복정역과 연결되고, SRT는 탄천, 신갈천 하저터널로 동탄역과 연결된다. 심야에 수도권 전철 3호선 1편성, SRT 11편성이 주박한다.

## 역 구조
개통은 서울 지하철 3호선이 앞섰으나 당초부터 분당선 수서역~선릉역 구간 연장 개통 및 환승, 가락시장 방면 연장을 대비하여 건설되었다. 분당선 역은 기존 서울 지하철 3호선 역에 연결되는 형태로 건설되었다. 이후 개통된 SRT 역도 역사는 별도로 건설되었으나 지하 1층 환승 통로로 기존 수도권 전철 3호선, 수도권 전철 수인·분당선 역과 서로 연결되어 있다. 개찰구는 SRT가 지상 1층, 수도권 전철 3호선과 수도권 전철 수인·분당선이 각각 지하 1층에 있으며, SRT와의 환승 통로는 지하 1층에, 수도권 전철 3호선과 수도권 전철 수인·분당선 역 환승 통로는 지하 3층에 설치되어 있다. 승강장은 SRT가 지하 1층에, 수도권 전철 3호선이 지하 2층에, 수도권 전철 수인·분당선이 지하 4층에 있다. SRT 역은 승강장과 매표소가 서로 마주보고 있는 형태며, 지상 대합실에서도 플랫폼 번호를 따라 에스컬레이터가 설치되어 있다. 따라서 전광판에서 이용할 열차 번호와 플랫폼을 확인한 후 각 플랫폼별 에스컬레이터를 이용해서 승강장으로 내려가면 된다.

### 3호선, 수인분당선, GTX-A
출입구는 서울교통공사 관할 7개, 지티엑스에이운영 관할 3개로 총 10개다.

#### 3호선 승강장
2면 3선식 승강장을 갖춘 지하역이며, 완전밀폐형 스크린도어가 설치되어 있다.
| 일원 ↑     |
| \| １３ \| |
| ↓ 가락시장 |

| 1 | ● 수도권 전철 3호선 | 오금발                                            | 일원 · 도곡 · 교대 · 고속터미널 · 옥수 · 약수 · 충무로 · 연신내 · 구파발 · 지축 · 대화 방면                    |
| 2 | ● 수도권 전철 3호선 | 경찰병원 · 오금 방면 수서기지 입고 열차 당역 종착 | 경찰병원 · 오금 방면 수서기지 입고 열차 당역 종착                                                              |
| 3 | ● 수도권 전철 3호선 | 수서발                                            | 수서기지 출고 열차 일원 · 도곡 · 교대 · 고속터미널 · 옥수 · 약수 · 충무로 · 연신내 · 구파발 · 지축 · 대화 방면 |

#### 수인분당선 승강장
2면 2선의 상대식 승강장을 갖춘 지하역이며, 완전밀폐형 스크린도어가 설치되어 있다.
| ↑ 대모산입구 |
| \| １        |
| 복정 ↓       |

| 1 | ● 수도권 전철 수인·분당선 | 모란·서현·기흥·수원·인천 방면 |
| 2 | ● 수도권 전철 수인·분당선 | 구룡·선릉·선정릉·청량리 방면  |

#### 수도권 광역급행철도 A노선 승강장
1면 2선의 섬식 승강장을 갖춘 지하역이며, 완전밀폐형 스크린도어가 설치되어 있다.
| ↑ 시.종착 |
| ２１ \|   |
| 성남 ↓    |

| １ | ● 수도권 광역급행철도 A노선 | 구성 · 동탄 방면 |
| ２ | ● 수도권 광역급행철도 A노선 | 당역 종착        |

### SRT 승강장
3면 6선의 두단식 승강장을 갖춘 지하역이며, 스크린도어가 설치되어 있지 않다. 출입구는 3개다. 승강장은 지하 매표소와 마주보고 있다.
| 시·종착역               |
|                         |
| ６５ \| ４３ \| ２１ \| |
| 동탄 ↓                  |

| １~６ | 경부고속선 | SRT | 대전·동대구·부산 방면   |
| １~６ | 호남고속선 | SRT | 익산·광주송정·목포 방면 |
| １~６ | 경전선     | SRT | 동대구·마산·진주 방면   |
| １~６ | 동해선     | SRT | 대전·동대구·포항 방면   |
| １~６ | 전라선     | SRT | 익산·전주·여수EXPO 방면 |

## 역 주변
| 나가는 곳 | 방면 |
| --------- | --- |
| 1         | 신동아아파트, 동익아파트, 북주차장, 대진디자인고등학교                                                       |
| 1-1       | 신동아아파트, 북주차장                                                                                       |
| 2         | 세종고등학교, 삼익아파트, 수서중학교, 수서주공아파트, 수서초등학교, 한아름아파트, 명화종합사회복지관, 수서IC |
| 3         | 수서우체국, 수서파출소, 수서동주민센터, 강남스포츠문화센터                                                   |
| 4         | 수서6단지아파트, 수서차량기지                                                                                |
| 5         | 농수산물도매시장, 강남세움복지관                                                                             |
| 5-1       | 수서역, 버스타는곳                                                                                           |
| 5-2       | 성남.분당.세곡동                                                                                             |
| 6         | 성남.분당, 세곡동, 궁마을                                                                                    |
| 7         | 남주차장 |

## 사진

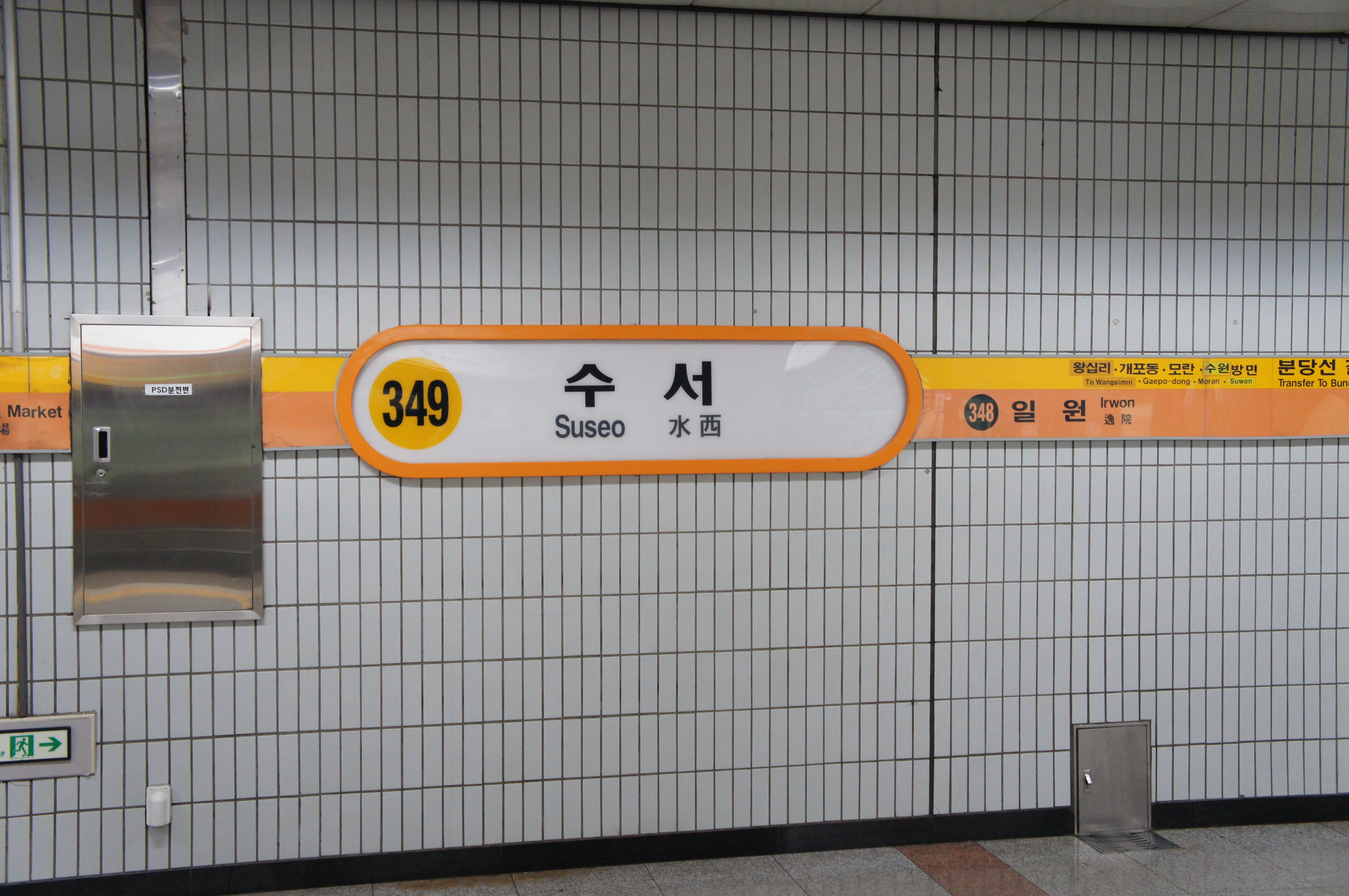
3호선 오금 방향 역명판(수인분당선 직결·글씨체 바꾸기 전)
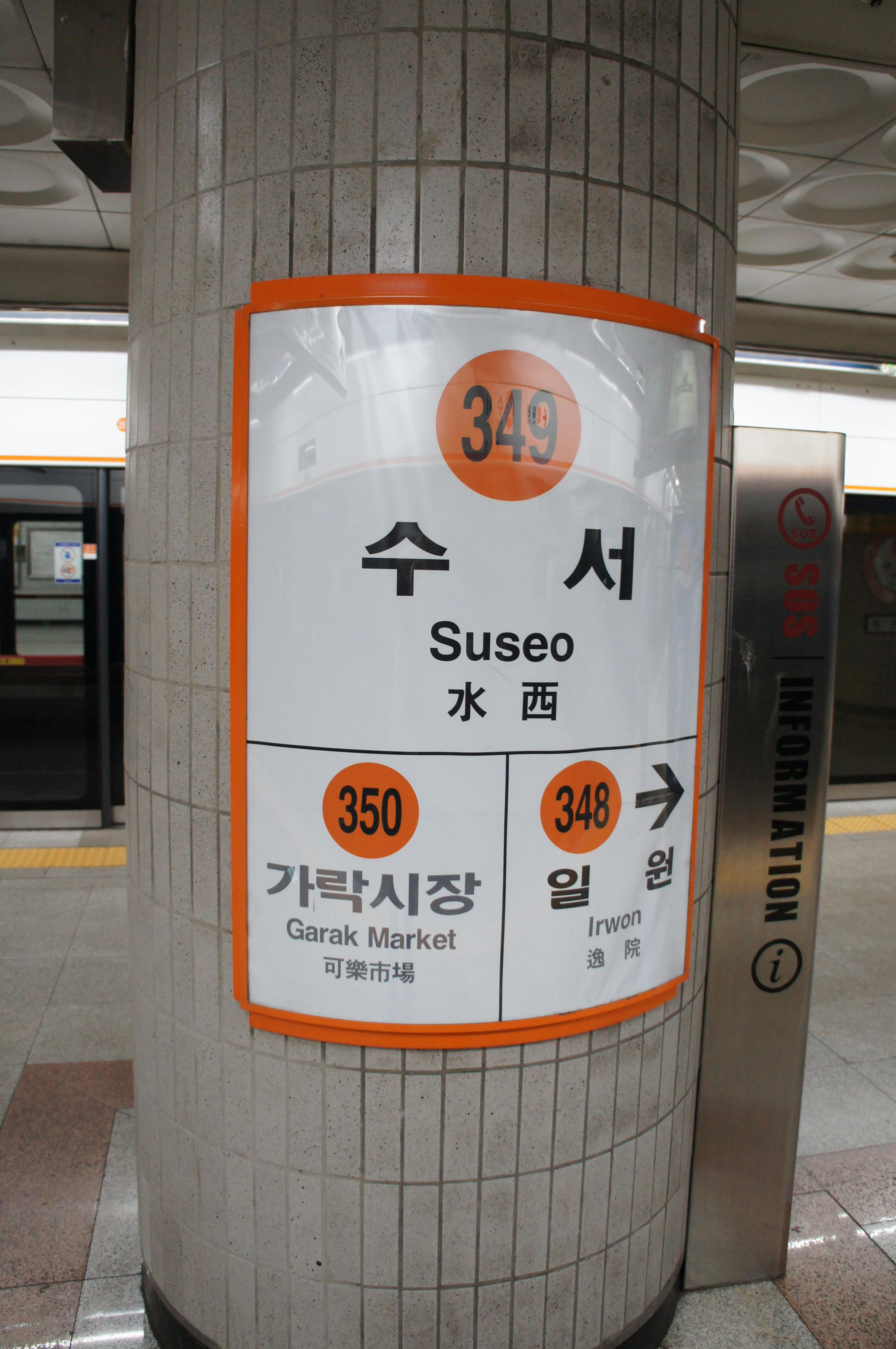
3호선 대화 방향 역명판(개정 전)
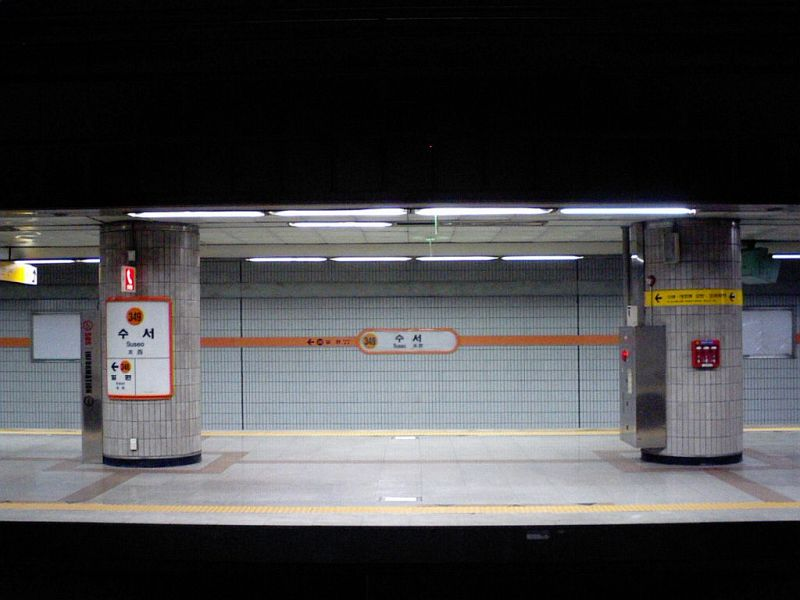
3호선 대화 방향 승강장(스크린도어 설치·글씨체 바꾸기·수서역~오금역 구간 연장 개통·역명판 개정·수인분당선 직결 전, 서울메트로 시절)
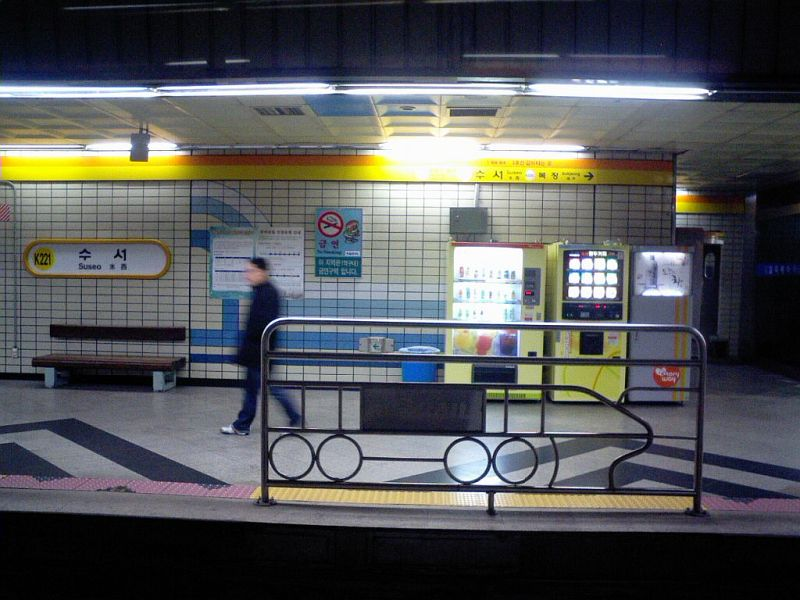
분당선 보정 방향 승강장(스크린도어 설치·선릉역~왕십리역 구간 연장 개통·기흥역~죽전역 구간 추가 개통·역명판 개정·수인분당선 직결 전)
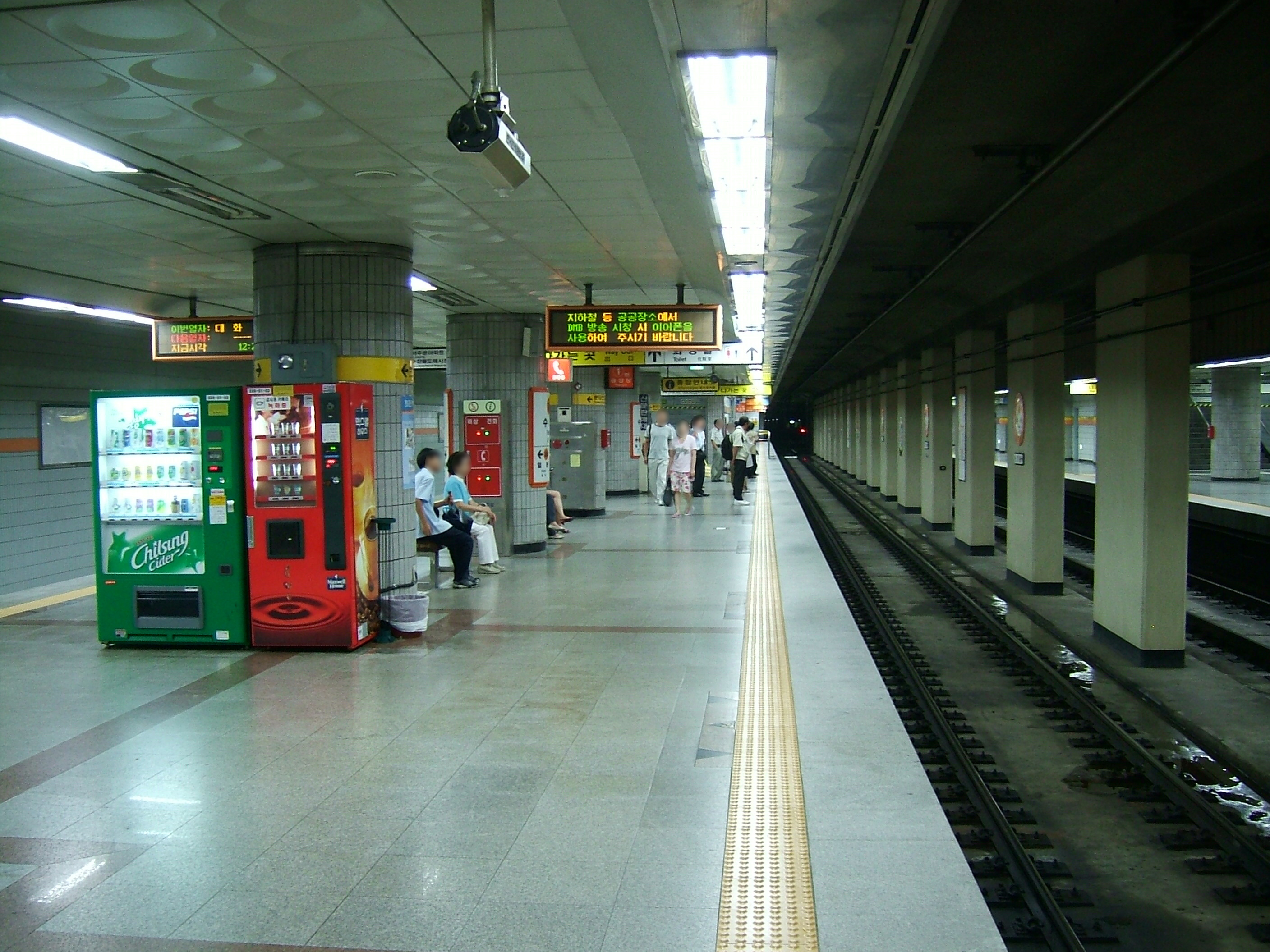
3호선 대화 방향 승강장(스크린도어 설치·글씨체 바꾸기·수서역~오금역 구간 연장 개통·LED 교체·역명판 개정·수인분당선 직결 전, 서울메트로 시절)
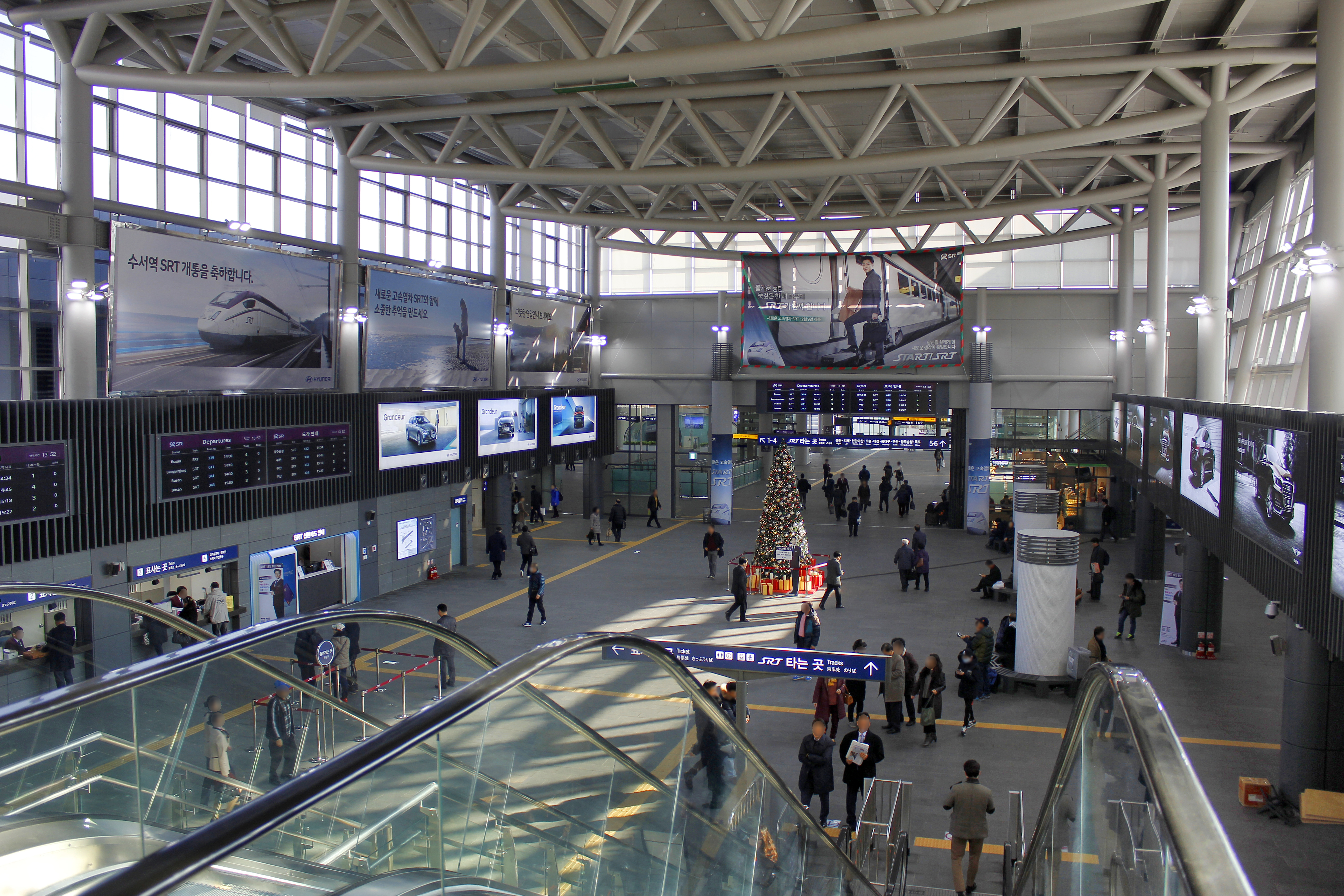
SRT 수서역 지상 대합실
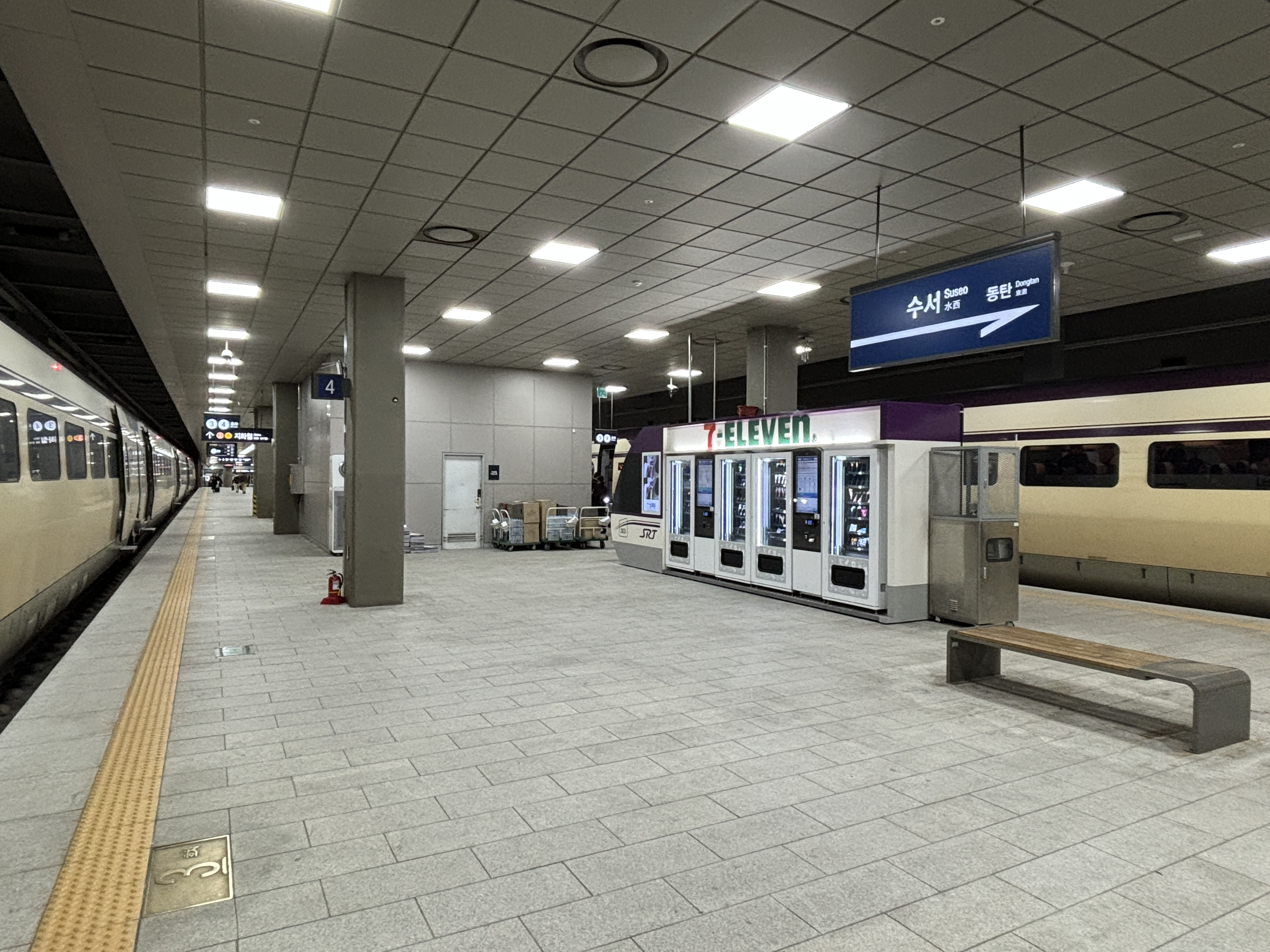
SRT 3번 승강장(좌), 4번 승강장(우)
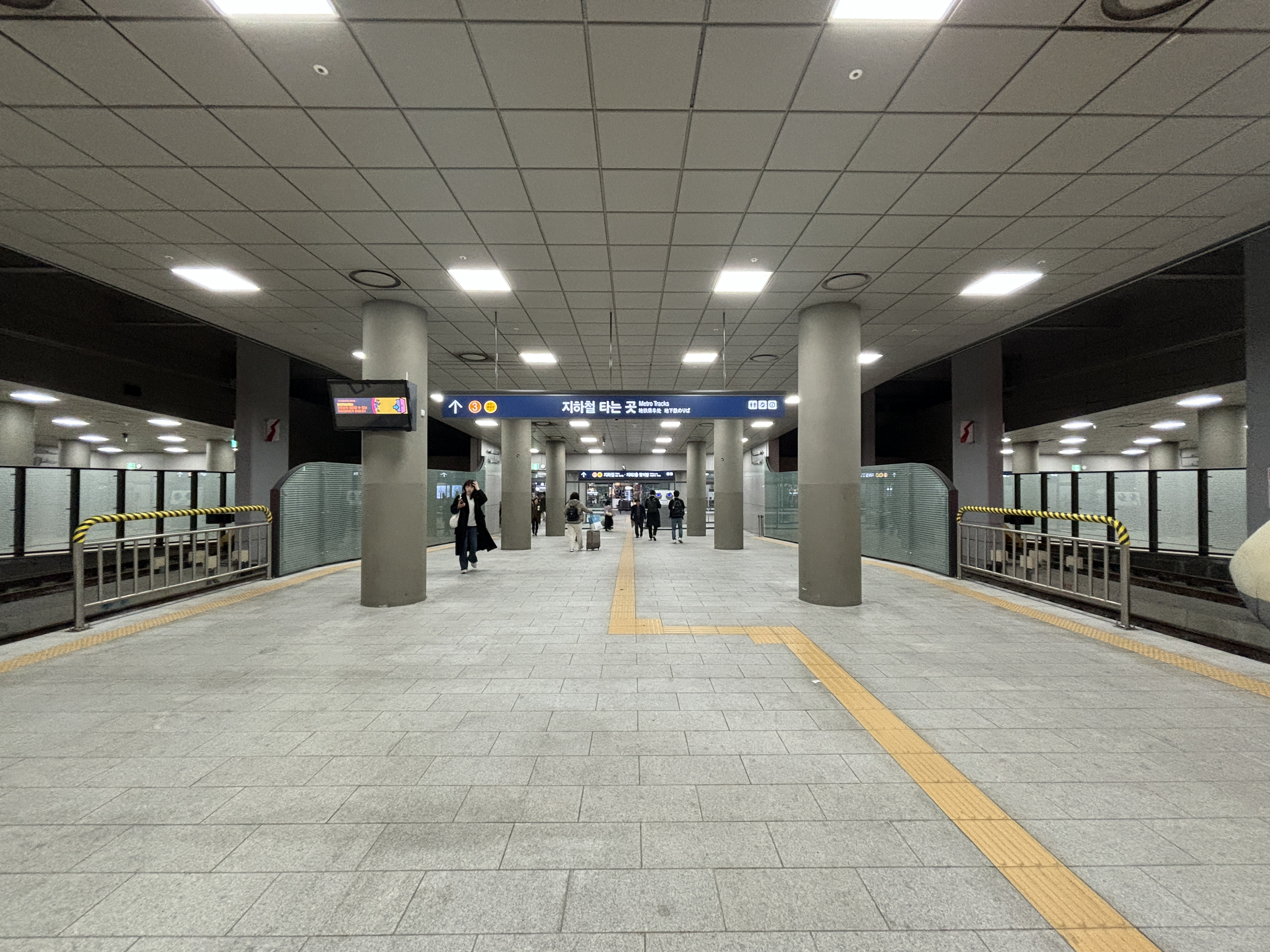
SRT 승강장에서 수인분당·3호선으로 갈아타러 가는 곳(GTX-A 개통 전)
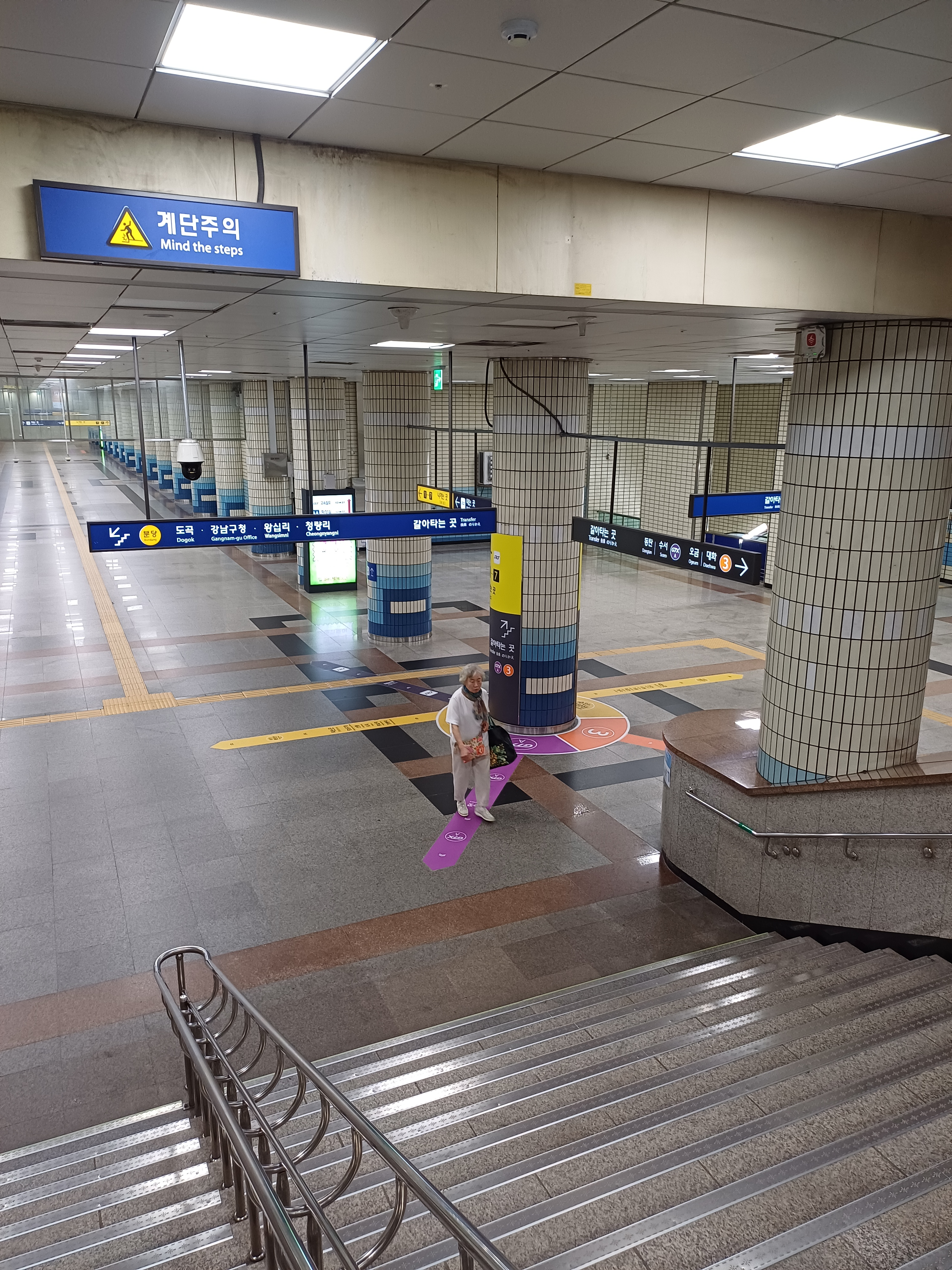
환승통로

## 이용객 변동
| 노선   | 노선    | 일평균 인원수 (명/일) | 일평균 인원수 (명/일) | 일평균 인원수 (명/일) | 일평균 인원수 (명/일) | 일평균 인원수 (명/일) | 일평균 인원수 (명/일) | 일평균 인원수 (명/일) | 일평균 인원수 (명/일) | 일평균 인원수 (명/일) | 일평균 인원수 (명/일) | 각주                  | 각주                  | 각주                  | 각주   |
| 노선   | 노선    | 2000년                | 2001년                | 2002년                | 2003년                | 2004년                | 2005년                | 2006년                | 2007년                | 2008년                | 2009년                | 각주                  | 각주                  | 각주                  | 각주   |
| ------ | ------- | --------------------- | --------------------- | --------------------- | --------------------- | --------------------- | --------------------- | --------------------- | --------------------- | --------------------- | --------------------- | --------------------- | --------------------- | --------------------- | ------ |
| 3호선  | 승차    | 10,085                | 11,116                | 11,982                | 12,766                | 12,483                | 12,590                | 12,517                | 12,371                | 13,036                | 12,764                | [ 9 ]                 | [ 9 ]                 | [ 9 ]                 | [ 9 ]  |
| 3호선  | 하차    | 8,685                 | 9,500                 | 10,402                | 11,392                | 11,263                | 11,477                | 11,455                | 11,308                | 13,350                | 11,843                | [ 9 ]                 | [ 9 ]                 | [ 9 ]                 | [ 9 ]  |
| 3호선  | 승·하차 | 18,770                | 20,616                | 22,384                | 24,158                | 23,746                | 24,067                | 23,972                | 23,679                | 26,386                | 24,607                | [ 9 ]                 | [ 9 ]                 | [ 9 ]                 | [ 9 ]  |
| 분당선 | 승차    | 521                   | 2,685                 | 3,256                 | 4,585                 | 3,870                 | 5,518                 | 5,480                 | 5,506                 | 5,729                 | 5,830                 | [ 10 ]                | [ 10 ]                | [ 10 ]                | [ 10 ] |
| 분당선 | 하차    | 441                   | 2,685                 | 3,284                 | 4,635                 | 3,940                 | 5,359                 | 5,379                 | 5,405                 | 5,598                 | 5,677                 | [ 10 ]                | [ 10 ]                | [ 10 ]                | [ 10 ] |
| 노선   | 노선    | 일평균 인원수 (명/일) | 일평균 인원수 (명/일) | 일평균 인원수 (명/일) | 일평균 인원수 (명/일) | 일평균 인원수 (명/일) | 일평균 인원수 (명/일) | 일평균 인원수 (명/일) | 일평균 인원수 (명/일) | 일평균 인원수 (명/일) | 일평균 인원수 (명/일) | 일평균 인원수 (명/일) | 일평균 인원수 (명/일) | 일평균 인원수 (명/일) | 각주   |
| 노선   | 노선    | 2010년                | 2011년                | 2012년                | 2013년                | 2014년                | 2015년                | 2016년                | 2017년                | 2018년                | 2019년                | 2020년                | 2021년                | 2022년                | 각주   |
| 3호선  | 승차    | 10,717                | 10,691                | 10,768                | 11,262                | 12,342                | 12,609                | 13,036                | 17,524                | 18,405                |                       |                       |                       |                       | [ 9 ]  |
| 3호선  | 하차    | 10,755                | 10,863                | 11,007                | 11,461                | 12,506                | 12,882                | 13,350                | 17,229                | 18,206                |                       |                       |                       |                       | [ 9 ]  |
| 3호선  | 승·하차 | 21,472                | 21,554                | 21,775                | 22,723                | 24,848                | 25,491                | 26,386                | 34,753                | 36,611                |                       |                       |                       |                       | [ 9 ]  |
| 분당선 | 승차    | 4,821                 | 4,628                 | 5,215                 | 7,462                 | 8,534                 | 9,309                 | 9,574                 | 14,458                | 15,312                | 15,628                | 11,566                | 11,835                | 13,415                | [ 10 ] |
| 분당선 | 하차    | 4,681                 | 4,629                 | 5,280                 | 7,629                 | 8,640                 | 9,475                 | 9,762                 | 14,415                | 15,386                | 15,697                | 11,746                | 12,132                | 13,688                | [ 10 ] |

## 인접한 역
| SRT                               | SRT                                        | SRT                           |
| --------------------------------- | ------------------------------------------ | ----------------------------- |
| 시·종착역                         | SRT 경부고속선                             | 동탄 부산 방면                |
| 시·종착역                         | SRT 경전선                                 | 동탄 진주 방면                |
| 시·종착역                         | SRT 동해선                                 | 동탄 포항 방면                |
| 시·종착역                         | SRT 호남고속선                             | 동탄 목포 방면                |
| 시·종착역                         | SRT 전라선                                 | 동탄 여수엑스포 방면          |
| 수도권 전철 3호선                 |                                            |                               |
| 348 일원 대화 방면                | ● 수도권 전철 3호선                        | 350 가락시장 오금 방면        |
| 분당선                            |                                            |                               |
| K220 대모산입구 청량리 방면       | ● 수도권 전철 수인·분당선 완행 분당선 급행 | K222 복정 고색 방면 인천 방면 |
| 수도권 광역급행철도 A노선         |                                            |                               |
| X107 삼성(무역센터) 운정중앙 방면 | ● 수도권 광역급행철도 A노선                | X109 성남 동탄 방면           |

## 같이 보기
- 수서차량사업소
- 수서고속철도